# Кальцеолярія
Кальцеолярія (Calceolaria) — рід рослин порядку губоцвіті. Містить від 300 до 520 видів.

## Назва
Назва квітки походить від латинського слова «черевичок» лат. calceolatus. В англійській мові рослина має назву «дамська сумочка» англ. lady's purse, «квітка-пантофля» англ. slipper flower через форму квіток, що нагадують пантофлю чи мішечок. В Україні називають «черевички» або «гаманці».

## Будова
Кальцеолярії бувають трав'янисті, чагарникові та ліани. Квіти двогубі, зазвичай жовтого кольору, можуть мати червоні плями. Верхня губа маленька, ледве помітна, а нижня куляста велика. Квітне рясно, одночасно на кущі може розцвітати до 50 квіток.

## Поширення та середовище існування
Росте у Південній та Центральній Америці.

## Практичне використання
Гібрид Calceolaria herbeohybrida Voss вирощують як кімнатну рослину. Він отриманий шляхом схрещування трьох видів: Calceolaria crenatiflora, Calceolaria corymbosa та Calceolaria cana. Кальцеолярія була популярна в Англії епохи королеви Вікторії.

## Галерея

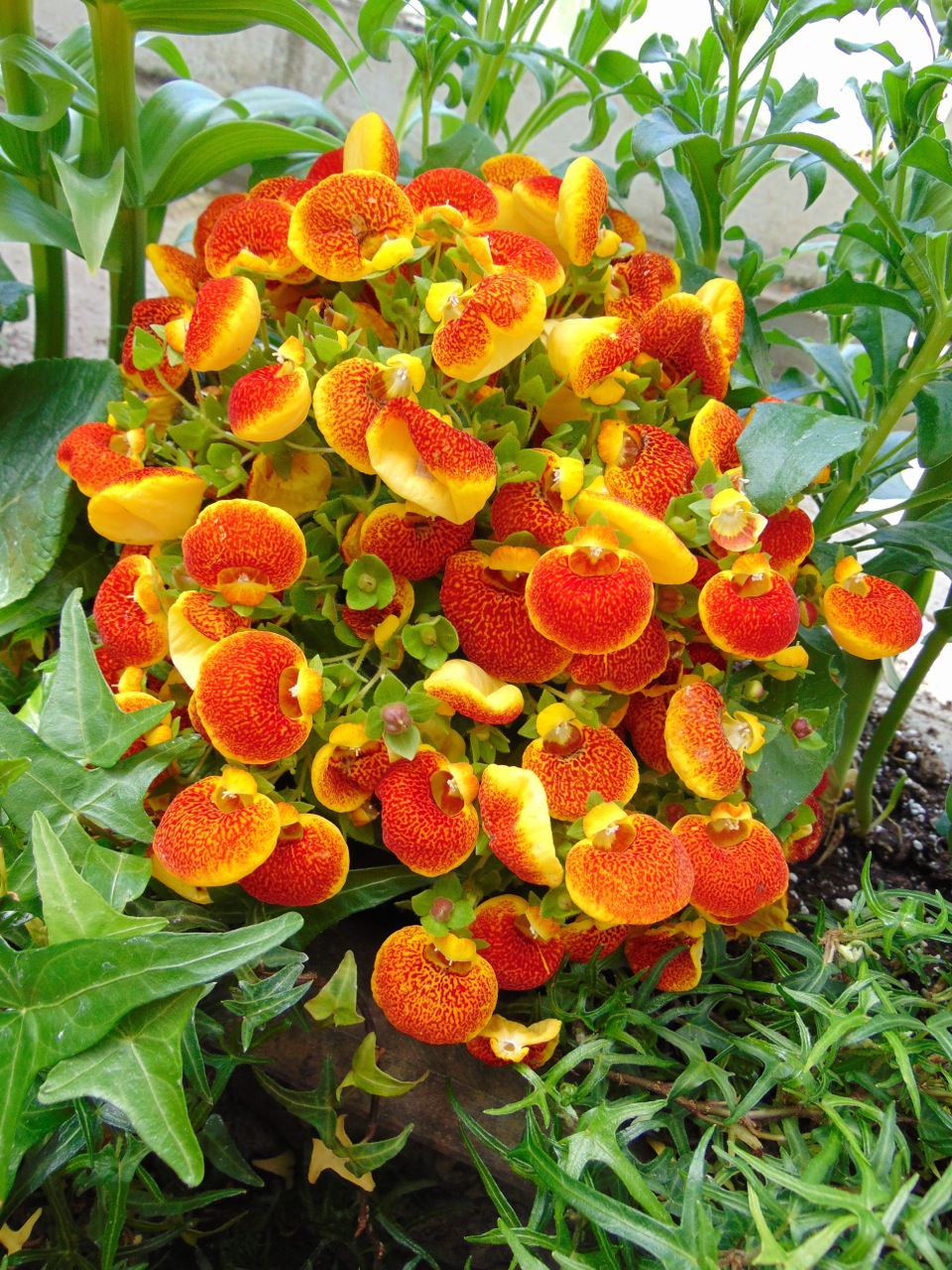
Calceolaria herbeohybrida
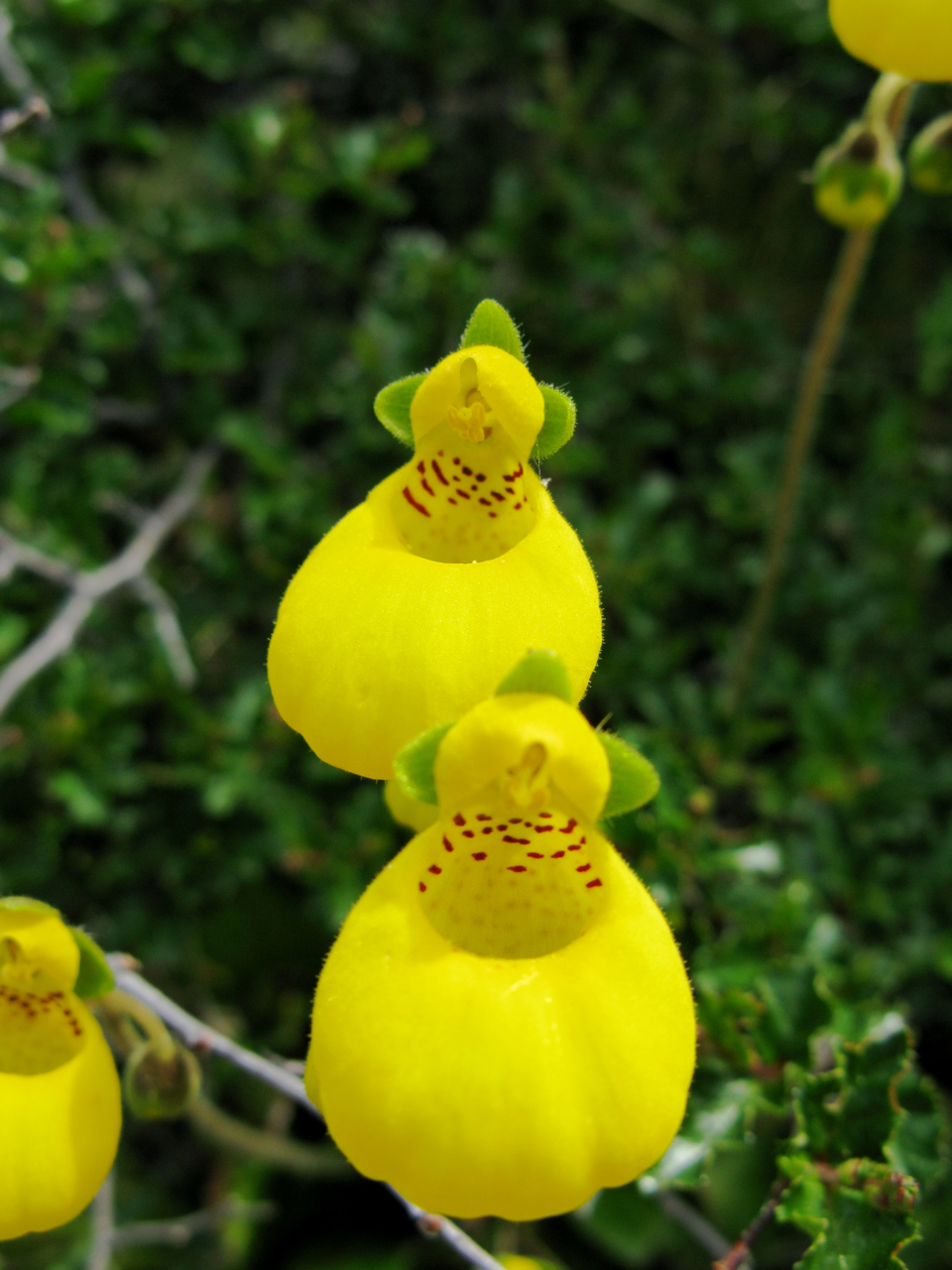
Calceolaria biflora
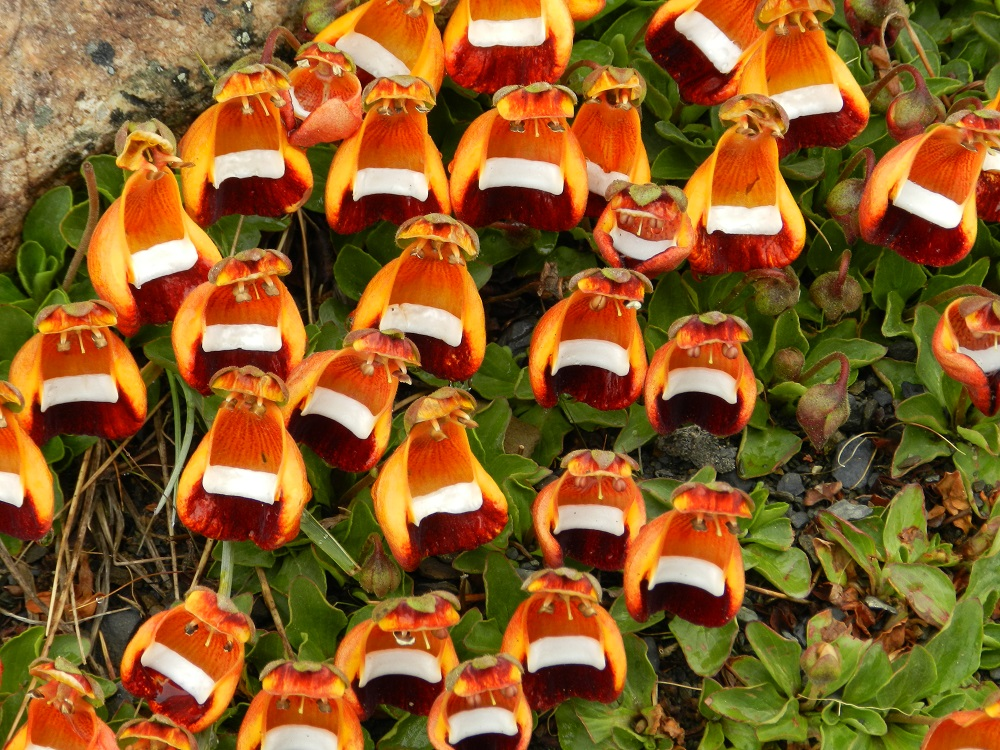
Calceolaria uniflora
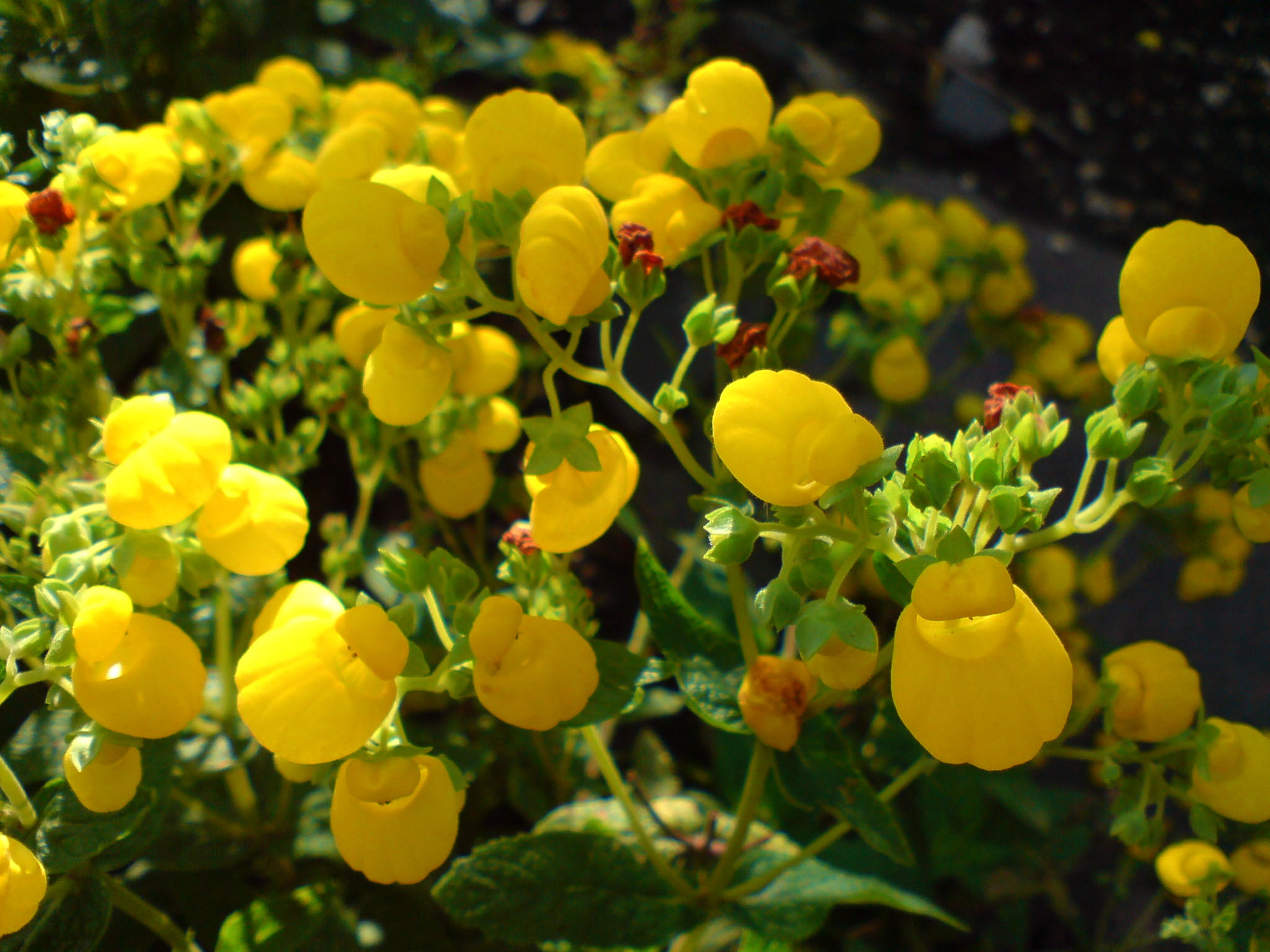
Calceolaria integrifolia
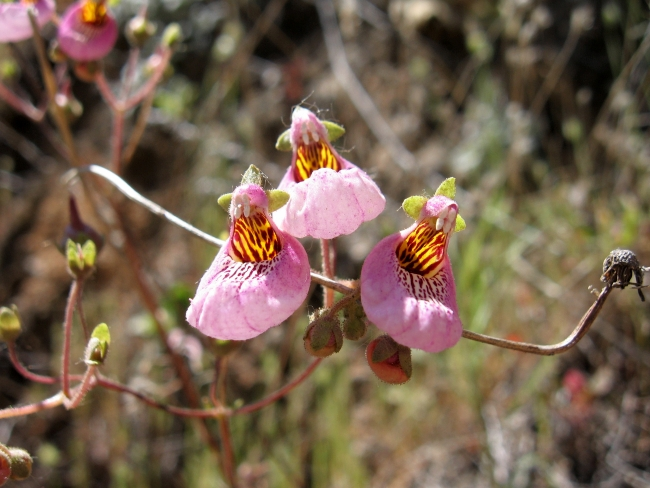
Calceolaria cana